# La Fantaisie des Dieux
La Fantaisie des Dieux, Rwanda 1994 est une bande dessinée écrite par Patrick de Saint-Exupéry et dessinée par Hippolyte, publiée en 2014 par Les Arènes. Cette bande dessinée de reportage consacrée au génocide des Tutsis au Rwanda, qui s'est déroulé d'avril à juillet 1994, se fonde sur les souvenirs de Saint-Exupéry, témoin direct du génocide. Comme dans ses autres ouvrages, il y critique le rôle joué par le gouvernement français.

## Contexte de publication

### Le génocide des Tutsi au Rwanda
En une centaine de jours, environ 800 000 personnes ont été tuées au Rwanda. Parmi eux, une large majorité de Tutsis, mais aussi des Hutus considérés comme lâches ou trop modérés à l'égard des populations à éliminer. Les massacres débutent brutalement après qu'un missile a abattu le 6 avril 1994 l'avion transportant Juvénal Habyarimana, président du Rwanda, et Cyprien Ntaryamira, président du Burundi.

### L'expérience de l'auteur du génocide
Journaliste au Figaro en 1994, Patrick de Saint-Exupéry couvre les événements pour le quotidien français. Après avoir publié de nombreux articles et ouvrages à ce sujet, il retourne au Rwanda en 2013 dans l'objectif de publier, en collaboration avec le dessinateur Hippolyte, une bande dessinée reportage, vingt ans après les faits. 
Comme toujours dans ses écrits, l'auteur est particulièrement critique à l'égard de la France qu'il juge responsable dans la préparation, l'organisation et l'exécution du génocide. Cette implication n'a toutefois jamais été confirmée par la justice. 
Patrick de Saint-Exupéry s'est rendu au Rwanda dès le mois de mai 1994. Il a donc été témoin direct du génocide. Il a aussi parcouru le pays aux côtés des forces françaises de l'Opération Turquoise. Il s'est notamment trouvé au cœur des événements de Bisesero qui sont encore aujourd'hui fortement controversés. A ce sujet, Patrick de Saint-Exupéry, comme les journalistes Vincent Hugeux de l'Express et Sam Kiley du Times affirment que les forces Turquoise sur place ont bien rencontré des rescapés Tutsis le 27 juin 1994, leur ont assuré de revenir trois jours plus tard et ont aussitôt averti les autorités françaises. La version retenue par la Mission d'information parlementaire sur le Rwanda de 1998 ne retient qu'une rencontre le 30 juin, sans tenir compte des témoignages des rescapés recueillis par African Rights . Dans l'ouvrage, l'auteur explique longuement sa version des faits concernant cet épisode. 
En plus de nombreux articles et reportages publiés dans Le Figaro dès 1994, Patrick de Saint-Exupéry publie en 2004 un ouvrage intitulé L'inavouable dans lequel il met déjà directement en cause l'Etat français, et notamment le président François Mitterrand, dans le génocide des Tutsis. Plusieurs plaintes ont été déposées à l'encontre du journaliste et de la société d'éditions Les Arènes, débouchant en 2017 à la condamnation pour diffamation de ceux-ci.

### Le génocide des Tutsi dans la BD
Au Rwanda, quelques ouvrages de bande dessinée et de livres pour la jeunesse ont été publiés au sujet du génocide mais ne l’abordant qu’indirectement. Un ouvrage est toutefois particulièrement parlant : Sourire malgré tout, de Rupert Bazambanza, témoin du génocide de 1994. En 2004, il publie aux éditions Images Interculturelles un récit graphique des événements à travers l’histoire d’une famille rwandaise.
De nombreux bédéistes européens francophones se sont également intéressés au génocide des Tutsi au Rwanda. Parmi leurs productions, deux ouvrages de référence se dégagent  :
- Déogratias, Jean-Philippe Stassen

En 2000, l’auteur belge Jean-Philippe Stassen publie aux éditions Dupuis une bande dessinée documentaire dont le personnage principal éponyme est un adolescent rwandais.Ici le bédéiste construit une fiction autour de l’histoire d’un jeune Hutu qui assiste et participe aux massacres. Plusieurs fois récompensé, l’ouvrage montre l’atrocité du génocide à travers les yeux d’un enfant qui, traumatisé, sombre doucement dans la folie.
- Rwanda 1994 : Descente en enfer, Cécile Grenier, Ralph, Pat Masioni

Après de longues recherches et notamment sept mois passés au Rwanda, l’autrice Cécile Grenier, le scénariste Ralph et le dessinateur Pat Masioni ont publié en 2005 (puis en 2008) aux éditions Albin Michel un autre ouvrage de fiction, basé sur des faits réels. Dans Rwanda 1994 : Descente en enfer, le génocide est montré au prisme d’un récit documentaire crû mais qui évite toujours de montrer l’horreur des massacres. En outre, et comme dans la bande dessinée de Saint-Exupéry et Hippolyte, ces auteurs accordent une place importante au traitement du rôle ambigu de la France dans le génocide.

## Contenu

### Démarche des auteurs
La Fantaisie des Dieux est présentée par sa maison d'édition comme une « BD reportage ». C'est en effet un roman graphique qui présente le voyage au Rwanda réalisé en 2013 par ses deux auteurs, le journaliste Patrick de Saint-Exupéry et le dessinateur Hippolyte, sur les traces du génocide de 1994, vingt ans après les faits . L'ouvrage associe témoignages de rescapés, souvenirs racontés par l'auteur, qui a vécu directement les événements, et réflexions plus larges, notamment sur le rôle de la France dans ce génocide, que Patrick de Saint-Exupéry juge très sévèrement. Parfois, Patrick de Saint-Exupéry s’exprime au travers de son propre personnage pour livrer son regard sur les événements ; il tente ainsi de mettre en lumière la préparation et l’organisation du massacre, le jugeant soigneusement préparé et encadré. Le récit est aussi ponctué de photographies de José Nicolas, auteur photographe qui accompagne les soldats de Turquoise.

### Mise en cause de l’État français
La bande dessinée s’ouvre par une double planche évoquant brièvement les événements de 1994. Les auteurs y livrent une estimation du bilan humain, rappellent la définition d’un génocide et soulignent la responsabilité de la France dans le massacre des Tutsis en mettant en parallèle la connaissance qu'avait le chef de l’État François Mitterrand des événements qui se déroulaient, son silence à ce propos, et son discours officiel de mémoire de la Shoah. Patrick de Saint-Exupéry use souvent de la comparaison avec le génocide juif pour appuyer son propos quant à la gravité des événements qui se sont déroulés au Rwanda en 1994.
Les auteurs évoquent plus loin, sous les traits du porte-parole du gouvernement Nicolas Sarkozy, l’opération Turquoise lancée par la France en juin 1994 à des fins officiellement humanitaires. Après avoir rappelé que la France a aussi contribué à la formation militaire et au soutien technique de l’armée rwandaise, les auteurs montrent le secrétaire d’État Hubert Védrine et le ministre des Affaires étrangères Alain Juppé en train de se féliciter pour cette intervention Turquoise. Les deux personnages sont alors représentés par le dessinateur comme des marionnettes dirigées par le président Mitterrand, que Saint-Exupéry juge personnellement responsable des faits,.
Saint-Exupéry critique également du colonialisme européen au Rwanda, rappelant ainsi que ce sont les colons allemands et belges qui ont divisé le pays en ethnies alors que ce concept n'existait pas en kinyarwanda.

### Souvenirs racontés par l’auteur
Tout au long de l’ouvrage, Patrick de Saint-Exupéry raconte ce qu'il a vu lorsqu’il s’est rendu au Rwanda en mai 1994. Il évoque notamment le silence oppressant qu’il y a trouvé, les nombreux barrages routiers qui avaient pour but de repérer et éliminer les Tutsis qui s’y présentaient, ou encore les Hutus qui expliquent froidement qu’ils ont pris part au massacre,.
Le scénariste raconte aussi l’effroi d’un gendarme du GIGN français qui, au moment de porter secours aux rescapés de Bisesero, réalise qu’il a participé à l’entraînement de l’armée rwandaise un an auparavant — une information qui avait stupéfié Saint-Exupéry. C’est encore une fois une mise en cause directe de l’armée française, alliée militairement au pays depuis 1975. L’auteur cherche ici à convaincre le lecteur de l'implication de la France dans la préparation des génocidaires rwandais,.
Saint-Exupéry raconte enfin comment le monde, et plus particulièrement la France, s’est subitement intéressé à la situation au Rwanda alors que le génocide était terminé. Il s’agissait alors pour les journalistes et reporters sur place de montrer une situation humanitaire dramatique, que l’auteur ne nie pas mais dont il critique l’arrivée tardive. Les survivants au génocide vivaient alors dans des camps de fortune où, malgré le choléra, les Tutsis continuaient à tuer.

### Témoignages
Le roman est ponctué de quelques témoignages de survivants au génocide des Tutsi en 1994. D’abord une femme nommée Providence, vivant aujourd’hui en Belgique, qui raconte le massacre de quatre mille trois cents hommes, femmes et enfants dans le Home Saint Jean, une église qui servait alors de refuge aux Tutsis. Ce témoignage expose la cruauté des assaillants mais aussi leur organisation rigoureusement méthodique, tuant, massacrant, puis nettoyant et jetant les corps de ces milliers d’individus.
L’auteur évoque longuement les événements de Bisesero, qui sont toujours au cœur d’un débat, les témoignages autour de ceux-ci s’opposant. Dans l’ouvrage, il fait appel au témoignage d’Eric, rescapé de Bisesero, qui assure que les soldats de l’opération Turquoise sont bien venus sur place le 27 juin avant de repartir le soir-même. Un autre rescapé, Antoine, raconte les conditions de survie miséreuses auxquelles les survivants au génocide ont été confrontés dans les camps après la fin du génocide.

### Personnages
De nombreux personnages de la bande dessinée sont clairement représentés et nommés. Il s’agit bien de personnes ayant vécu et pour certains été témoins du génocide des Tutsi en 1994. Afin de souligner la véracité de ce qu’il avance, l’auteur a regroupé ces personnages dans une double page en fin d’ouvrage, rappelant pour chacun ses fonctions, son rôle dans les événements ou ses déclarations publiques. Ainsi, François Mitterrand, Hubert Védrine ou encore Alain Juppé sont mentionnés pour rappeler qu’ils étaient membres du gouvernement français au moment des faits. Les journalistes qui ont accompagné Patrick de Saint-Exupéry en 1994, les survivants qui témoignent dans l’ouvrage et quelques militaires français plus ou moins impliqués dans les faits sont aussi nommés. 
C’est aussi pour l’auteur un moyen de rappeler la tenue de procès en France et au Rwanda dans les années 2000. Au cours de ceux-ci la responsabilité de la France a plusieurs fois été questionnée 

### Titre
Le titre La Fantaisie des Dieux est explicité dans l'ouvrage. Il s'agit du surnom donné à la ville de Kibuye dans laquelle se sont rendus les deux auteurs en juillet 2013 pour préparer la rédaction de la bande dessinée. À ce sujet Saint-Exupéry écrit qu'en 1994, la ville n'était plus qu'une fantaisie, « Sans les Dieux. / Sans rien. ».

## Réception et critiques
À sa sortie, l'ouvrage bénéficie d'une large couverture médiatique dans les journaux, à la radio, à la télévision et sur le web. De nombreux articles de presse écrite accompagnent la sortie de l'ouvrage dès sa sortie en mars-avril 2014 : Le Monde, la RTBF, 
le JDD, 20 minutes, etc. La bédé trouve aussi un certain écho dans les médias spécialisées (Actua BD , BoDoï ou Auracan, ...). Quelques émissions de radios se font l'écho de la bande dessinée : France Culture, RTBF, Le Mouv', France Inter, etc. Des sujets télévisés présentent également celle-ci, notamment (France 24, France 3 ou TV5 Monde).
Pour le magazine Télérama, l'album fait partie des « 10 meilleures BD de l’année 2014  ».

#### Référence de l'ouvrage
- Patrick de Saint-Exupéry (scénario) et Hippolyte (dessin), La Fantaisie des dieux : Rwanda 1994, Paris, Les Arènes, 2014

#### Travaux universitaires
- Lauren-Anne Konopka, La Représentation du génocide rwandais dans la bande dessinée (Senior thesis en études françaises), Hartford, Trinity College, 2016 (lire en ligne).
- (en) Jessica Silva, Interpretation of the Rwandan Genocide through the Graphic Novel (Mémoire de master en histoire), Montréal, Université Concordia, 2009 (lire en ligne).

#### Articles
- Patrick de Saint-Exupéry, « Lever le voile », Cités, vol. 1, no 57,‎ 2014, p. 111-119 (lire en ligne)
- François Robinet, « Le rôle de la France au Rwanda : les journalistes français au cœur d’une nouvelle guerre de mémoire (1994-2015) », Le Temps des médias, vol. 1, no 26,‎ 2016, p. 211-230 (lire en ligne)
- Pierre Halen, « Ecrivains et artistes face au génocide rwandais de 1994. : Quelques enjeux. », Etudes littéraires africaines, no 14,‎ 2002, p. 20-32 (lire en ligne)

#### Lien web
- Christophe Cassiau-Haurie, « Le génocide rwandais en BD : comment témoigner d’un génocide par l’image ? », sur bdzoom.com, 29 septembre 2008 (consulté le 19 mars 2019).
- Les Arènes, « La Fantaisie des Dieux », sur arenes.fr, 2014 (consulté le 25 mars 2019)
- Delorme Isabelle, La fantaisie des dieux », sur decryptimages.net

#### Autres
- Assemblée nationale, « Rapport : Mission d'information sur le Rwanda », sur assemblee-nationale.fr, 1998 (consulté le 25 mars 2019)